# ISO/IEC 17024
ISO/IEC 17024:2003 es una norma internacional que establece los criterios para un programa de certificación del personal en una organización. En la Unión Europea ISO/IEC 17024 sustituyó a EN 45013 (1989) y en Reino Unido a BS 7513:1989. Los temas que aborda ISO 17024 pueden resumirse en la evaluación de las competencias, donde las competencias se definen como: La capacidad demostrada para aplicar conocimientos, habilidades y atributos.